# Římskokatolická farnost Němčičky
Římskokatolická farnost Němčičky je územním společenstvím římských katolíků v rámci hustopečského děkanství brněnské diecéze.

## Historie farnosti
Farní kostel byl postaven v roce 1678 na místě starší stavby, která v témže roce zcela vyhořela.

## Duchovní správci
Farnost je spravována excurrendo z Velkých Pavlovic. Administrátorem excurrendo byl do roku 2011 Mgr. Petr Papoušek. Od 1. srpna 2011 do července 2015 byl administrátorem excurrendo P. ThLic. Marek Kardaczynski. Od 1. srpna 2015 do 31. srpna 2023 byl administrátorem excurrendo R. D. PaedDr. Marek Slatinský, od 1. září 2023 jím je R. D. Mgr. František Putna.

## Bohoslužby
| Kostel                 | Místo    | Bohoslužba (den) | Hodina                      | Poznámka     |
| ---------------------- | -------- | ---------------- | --------------------------- | ------------ |
| Navštívení Panny Marie | Němčičky | neděle čtvrtek   | 9.30 (8.30 prázdniny) 17.30 | Farní kostel |

## Aktivity farnosti
Dnem vzájemných modliteb farností za bohoslovce a bohoslovců za farnosti brněnské diecéze je 24. květen. Adorační den připadá na nejbližší neděli po 16. červnu.
Ve farnosti se pravidelně pořádá tříkrálová sbírka. V roce 2016 se při ní vybralo 17 226 korun. V roce 2018 dosáhl výtěžek sbírky 20 786 korun.